# Paal-Helge Haugen
Paal-Helge Haugen född 26 april 1945 i Valle, Setesdal, är en norsk lyriker, författare och dramatiker som skriver på nynorska. Haugen har studerat medicin vid Universitetet i Oslo samt film och teater i USA. Han undervisade i film och skönlitteratur under perioden 1973–1978. 
Perioden 1965–1967 var Haugen medlem av redaktionen för litteraturtidskriften Profil. Han har varit ordförande för Statens Filmproduksjonsutvalg 1980–1985, ordförande i Den norske forfatterforeningens litterära råd och vice ordförande i Norske Dramatikeres Forbund.
1991 blev Haugen nominerad till Nordiska rådets litteraturpris för diktsamlingen Meditasjonar over Georges de la Tour.